# Marcel Ilunga Leu
Pour les articles homonymes, voir Leu.
Marcel Ilunga Leu est un homme politique congolais. Il fut Ministre de l'Industrie de 2016 à 2019, et Ministre de l'Enseignement supérieur et universitaire par intérim de mars à septembre 2019.
Membre du Front national des fédéralistes du Congo (FONAFEC), il est également député de Kaniama (Haut-Lomami) depuis 2012.

## Biographie

### Débuts en politique
Marcel Ilunga Leu fut un collaborateur de Gabriel Kyungu wa Kumwanza, ne partageant cependant pas les visions xénophobes de celui-ci à l'encontre du peuple kasaïen dans le Katanga.
Il se porte candidat lors des élections législatives de novembre 2011 dans la province du Haut-Lomami, et est élu député de Kaniama le 26 janvier 2012. 
En novembre 2015, il est élu président national de l'UNAFEC / Libérale, une section proche de la majorité présidentielle en dissidence avec l'Union nationale des fédéralistes du Congo (UNAFEC), parti de l'opposition,. 

### Ministre
Le 19 décembre 2016, Marcel Ilunga Leu est nommé Ministre de l'Industrie dans le gouvernement de Samy Badibanga. Il est maintenu à son poste dans le gouvernement de Bruno Tshibala lors du remaniement de mai 2017.
En avril 2018, le parti UNAFEC / Libérale se détache totalement de l'UNAFEC pour devenir un parti à part entière, « Les Fédéralistes ». Un conflit de leadership se développe cependant entre Marcel Ilunga Leu et Roger Losala. En mai 2018, le Ministre est contraint par le Conseil national du suivi de l'Accord et du processus électoral (CNSA) de créer son propre parti, sous le nom de Front national des fédéralistes du Congo (FONAFEC). 
En juillet 2018, il annonce vouloir faire de l'industrie l'un des principaux moteurs de la croissance économique du pays, dans le cadre de la « révolution de la modernité » souhaitée par Joseph Kabila afin de faire de la RDC un pays émergent d'ici 2030. En septembre, il indique que le pays est disposé à accueillir des investissements industriels, en particulier s'agissant d'activités de transformation contribuant à la diversification de l'économie congolaise. Durant le même mois, il soutient la création d'une Autorité de gestion des corridors de développement, afin d'accélérer le développement industriel de la RDC.
Durant l'élection présidentielle de 2018, il appelle les militants du FONAFEC à voter pour Emmanuel Ramazani Shadary, candidat soutenu par le président sortant Joseph Kabila. Puis, sous la présidence de Félix Tshisekedi, il fait partie du gouvernement de transition, et assure à partir du 7 mars 2019 l'intérim du ministère de l'Enseignement supérieur et universitaire à la place de Steve Mbikayi, contraint de démissionner après avoir été élu député. 
Marcel Ilunga Leu ne conserve aucun portefeuille ministériel dans le premier gouvernement de la présidence Tshisekedi, et est remplacé le 9 septembre par Julien Paluku Kahongya au ministère de l'Industrie et par Thomas Luhaka au ministère de l'Enseignement supérieur et universitaire.